# Franz John (Künstler)
Franz John (* 1960 in Marktleugast) ist ein deutscher Künstler (Installation, Skulptur, Fotografie). In seinen Werken beschäftigt er sich mit der Natur und den Möglichkeiten ihrer medialen Darstellung. Seine Arbeiten verbinden intensive Recherchen und wissenschaftliche Analysen mit anschaulichen und oft auch berühr- und benutzbaren Installationen, die sich im öffentlichen Raum finden lassen.

## Leben und Werk
Franz John war auf internationalen Einzel- und Gruppenausstellungen vertreten, unter anderem am Exploratorium (San Francisco/USA), im Goethe-Institut Warschau, auf der Biennale von São Paulo (Brasilien), auf der Skulptur Biennale Münsterland und bei Über Lebenskunst im Haus der Kulturen der Welt (Berlin). 1996 war er als Artist in Residence im Headlands Center for the Arts bei San Francisco und erhielt 2011 eine Projektförderung der Kulturstiftung des Bundes. 2007 und 2014 war er Stipendiat der Stiftung Künstlerdorf Schöppingen, 2019 Stipendiat der ZF Kunststiftung Friedrichshafen.
Er unterrichtete unter anderem im Department of Art der Ohio State University, an der School of Art der University of Michigan, sowie am Institut für Kunst und visuelle Kultur der Carl von Ossietzky Universität Oldenburg.
Franz John lebt und arbeitet seit 1980 in Berlin.

## Werke (Auswahl)
- 1987: Die kopierte Galerie, Galerie Paranorm, West-Berlin
- 1992: Sky Nude, Karl Ernst Osthaus-Museum, Hagen
- 1996: Military Eyes, Headlands Center for the Arts, San Francisco (USA)[4]
- 2000: Interzone, eine interaktive Zeitreise durch die Berliner Grenzanlage[5]
- 2001: Turing Tables : An Untitled Composition for Tectonic Spaces, Madrid, Berlin, San Francisco, Basel, Amsterdam, Valencia ... 2001 – ∞[6]
- 2011: 93 Million Miles Away..., Haus der Kulturen der Welt, Berlin
- 2016: Wow-Signal, Kunstsaele Berlin;  Dornbirn, Österreich; Space Identity in der Tabakfabrik Vierraden, Schwedt/Oder
- 2021: End of Medium, Heinz Nixdorf MuseumsForum (HNF), Paderborn[7]
- 2024: Das Gassenfenster, Lichtinstallation zu Franz Kafka, Goethe-Institut Prag, Tschechische Republik[8]

## Publikationen (Auswahl)
- 1999: Franz John, Military Eyes. Ein Camera Obscura Projekt in den US-Army Bunkern am Golden Gate, Herausgeber: Schüppenhauer, Köln 2019, ISBN 978-3-92622-644-0.
- 2019: Franz John, Ressource Farbe, mit einem Essay von Clemens Krümmel, ZF Kunststiftung und modo Verl., Freiburg 2019, ISBN 978-3-86833-277-3.

## Permanent installierte Werke im öffentlichen Raum (Auswahl)
- seit 2005: Die Salztangente, ein 80 Kilometer langer Skulpturenweg über einem ausgetrockneten Urmeer im Münsterland zwischen Gronau und Bocholt[9]
- seit 2017: Ressource Farbe, Lichtinstallation in der alten Trafostation in Schöppingen (Westfalen)[10]